# Luis Antonio Ramos
Luis Antonio Ramos (13 juli 1973, San Germán (Puerto Rico)) is een Puerto Ricaans/Amerikaans acteur en filmproducent.

## Biografie
Ramos is geboren in San Germán (Puerto Rico) maar groeide op in de borough The Bronx van New York, en verhuisde later naar Los Angeles.
Ramos begon in 1975 met acteren in de film God's Bloody Acre. Hierna heeft hij nog meerdere rollen gespeeld in films en televisieseries zoals Do the Right Thing (1989), Early Edition (1999-2000), The Huntress (2000-2001), Imagining Argentina (2003), The Shield (2006-2007) en The Ruins (2008).

## Filmografie

### Films
Uitgezonderd korte films.
- 2015 You Bury Your Own - als Virgil
- 2015 The Stockroom - als Jason
- 2013 The Miracle of Spanish Harlem – als Tito
- 2011 G.W.B. – als oom Jose
- 2009 The Ministers – als Carlos Rojas
- 2008 The Ruins – als Mayan Rifleman
- 2005 Checking Out – als Luis
- 2004 Latin Dragon – als Rafael Silva
- 2003 Imagining Argentina – als politieagent
- 1998 October 22 – als Cesare
- 1996 Scorpion Spring – als Coyote at Orchard
- 1996 Dead of Night – als Raleigh
- 1995 Sawbones – als Hank
- 1995 Out-of-Sync – als Ramon
- 1995 Awake to Danger – als politieagent
- 1995 Hostile Intentions – als officier Sergito
- 1994 M.A.N.T.I.S. – als tv cameraman
- 1994 Confessions: Two Faces of Evil – als ??
- 1993 For the Love of My Child: The Anissa Ayala Story – als Bryan Espinoza
- 1992 Nails – als Ricardo Sanchez
- 1990 The Return of Superfly – als Manuel
- 1990 The Knife and Gun Club – als Figueroa
- 1989 Sidewalk Stories – als ontvoerder
- 1989 Sea of Love – als Omar Maldonado
- 1989 Do the Right Thing – als Stevie
- 1987 The Secret of My Succe$s – als Cubaan
- 1984 Grace Quigley – als bloemenverkoper
- 1984 Moscow on the Hudson – als Mexicaanse bordenwasser
- 1975 God's Bloody Acre – als klant in eettent

### Televisieseries
Uitgezonderd eenmalige gastrollen.
- 2018 - 2022 Blue Bloods - als inspecteur Robert Espinoza - 10 afl.
- 2014 - 2016 Power - als Ruiz - 28 afl.
- 2013 Lucky 7 - als Antonio Clemente - 8 afl.
- 2006 – 2007 The Shield – als Guardo – 2 afl.
- 2000 – 2001 The Huntress – als Ricky Guzman – 28 afl.
- 1999 – 2000 Early Edition – als Miguel Diaz – 7 afl.
- 1998 – 2000 The Brian Benben Show – als Billy Hernandez – 7 afl.
- 1999 Cracker – als ?? – 2 afl.
- 1997 – 1998 In the House – als Tito Gonzoles – 4 afl.
- 1996 Martin – als Luis – 2 afl.
- 1993 – 1994 Roc – als Carlos – 4 afl.

### Filmproducent
- 2017 Where's Daddy? - film
- 1999 Paradise Lost - film
- 1998 The Survivor - film
- 1998 Undercurrent - film